# Karl Stoeckel
Pour les articles homonymes, voir Stoeckel.
Karl Stoeckel, né le 2 septembre 1986 à Paris, est un syndicaliste puis militant politique français. Il est connu pour son rôle de meneur pendant les mouvements contre le CPE en 2006. Il est président de l'Union nationale lycéenne du 17 septembre 2005 au 16 septembre 2006.

## Biographie
Karl Stoeckel est élu secrétaire général du syndicat lycéen UNL en janvier 2005 et participe activement au mouvement contre le projet de loi Fillon sur l'éducation. En septembre 2005, il succède à Constance Blanchard à la présidence. En janvier 2006, lors du cinquième congrès de l'UNL, il est réélu au poste de président.
C'est durant ce Congrès qu'est voté le Texte d'orientation soulignant l'appartenance de l'UNL au syndicalisme progressiste, ancré à gauche.
Lycéen en terminale ES au lycée Montaigne à Paris, il est aussi élu dans la démocratie lycéenne et au Conseil supérieur de l'éducation le 16 mars 2005. Il est à ce titre membre de droit du Conseil national de la vie lycéenne dont il démissionne en mars 2006 pour dénoncer le mépris dont est selon lui victime cette instance dans laquelle on demande aux lycéens de débattre de lois déjà votées.
Karl Stoeckel est l'un des meneurs lycéens pendant les mouvements contre la Loi Fillon puis contre le Contrat première embauche,,. Durant le mouvement pour le retrait du CPE, il s'impose comme un des porte-parole les plus en vue des lycéens mobilisés, qui lui vaut notamment d'être invité au congrès de Lille de la CGT. Il obtient son bac avec la mention « assez bien ».
Selon l'UNL, ses fédérations se développent et le nombre de ses adhérents augmente particulièrement sous sa présidence, notamment durant le mouvement contre le CPE.[réf. nécessaire]
Karl Stoeckel suit à partir de 2006 des études de droit à l'université Paris 1 Panthéon-Sorbonne et milite ensuite lors à l'UNEF. Il est membre de la commission d'aide sociale de l'UNEF et est chargé en particulier des droits des personnes étudiantes étrangères.
En mars 2014, il est candidat sur les listes menées par Anne Hidalgo pour les élections municipales à Paris.
Avec Caroline de Haas, il participe à la pétition électronique qui mobilise plus d'un million de signataires contre le projet de loi travail de Myriam el Khomri en 2016.
Il est, de 2013 à 2018, conseiller de la Conférence des présidents d'université chargé des relations avec le Parlement français. Il est nommé représentant d'Aix-Marseille Université à Bruxelles en 2018.